# Andréa Saunier
Pour les articles homonymes, voir Saunier (homonymie).
 (août 2024).
La mise en forme du texte ne suit pas les recommandations de Wikipédia : il faut le « wikifier ».
Les points d'amélioration suivants sont les cas les plus fréquents. Le détail des points à revoir est peut-être précisé sur la page de discussion.
- Les titres sont pré-formatés par le logiciel. Ils ne sont ni en capitales, ni en gras.
- Le texte ne doit pas être écrit en capitales (les noms de famille non plus), ni en gras, ni en italique, ni en « petit »…
- Le gras n'est utilisé que pour surligner le titre de l'article dans l'introduction, une seule fois.
- L'italique est rarement utilisé : mots en langue étrangère, titres d'œuvres, noms de bateaux, etc.
- Les citations ne sont pas en italique mais en corps de texte normal. Elles sont entourées par des guillemets français : « et ».
- Les listes à puces sont à éviter, des paragraphes rédigés étant largement préférés. Les tableaux sont à réserver à la présentation de données structurées (résultats, etc.).
- Les appels de note de bas de page (petits chiffres en exposant, introduits par l'outil «  Source ») sont à placer entre la fin de phrase et le point final[comme ça].
- Les liens internes (vers d'autres articles de Wikipédia) sont à choisir avec parcimonie. Créez des liens vers des articles approfondissant le sujet. Les termes génériques sans rapport avec le sujet sont à éviter, ainsi que les répétitions de liens vers un même terme.
- Les liens externes sont à placer uniquement dans une section « Liens externes », à la fin de l'article. Ces liens sont à choisir avec parcimonie suivant les règles définies. Si un lien sert de source à l'article, son insertion dans le texte est à faire par les notes de bas de page.
- La présentation des références doit suivre les conventions bibliographiques. Il est recommandé d'utiliser les modèles {{Ouvrage}}, {{Chapitre}}, {{Article}}, {{Lien web}} et/ou {{Bibliographie}}. Le mode d'édition visuel peut mettre en forme automatiquement les références.
- Insérer une infobox (cadre d'informations à droite) n'est pas obligatoire pour parachever la mise en page.

Pour une aide détaillée, merci de consulter Aide:Wikification.
Si vous pensez que ces points ont été résolus, vous pouvez retirer ce bandeau et améliorer la mise en forme d'un autre article.
 (août 2024).
 (août 2024).
Il peut être nécessaire de l'améliorer pour respecter le principe de neutralité de point de vue. Veuillez consulter la page de discussion pour plus de détails.

Andréa Saunier, née le 30 novembre 1986 à Bagnols-sur-Cèze, est une autrice, photographe et une réalisatrice française.
Désormais installée à Melbourne, elle a vécu à Paris en 2004, travaillant plus de 10 ans sur les plateaux de cinéma tout en réalisant son court métrage, primé en 2016 aux États-Unis. Cette même année, elle s’envole à Vancouver au Canada et y écrit son livre Séduction à Vancouver, récit tour à tour hilarant, jubilatoire, ironique et tendre d’une célibataire à Vancouver. Outre le succès de son livre, elle continue d’explorer son art à travers ses différents projets artistiques.

## Parcours
En 2004, elle aménage à Paris afin d’étudier le théâtre au Cours Florent et le cinéma à l’Université Paris 3. C’est en 2007 qu’elle a l’opportunité d’assister Pierre Loup Rajot et Jean Louis Milesi sur la création de la pièce A la vie ! adaptation du film A la vie, à la mort de Robert Guédiguian.
Pendant plus de 8 ans, en tant qu’assistante à la réalisation, elle travaille au côté de plusieurs réalisateurs, entre autres Anton Corbijn, Rabah Aimeur Zaimeche et Nicolas Vanier.
En 2012, Andréa écrit et réalise son premier court métrage À notre liberté Retrouvée produit par la société de production My Little Production tourné dans le Sud de la France, à Cornillon et Goudargues. « L'histoire d'Hermès et Colombe, un couple en quête de liberté, celles d'écrire et d'aimer. Lui, est un écrivain en quête d'inspiration. Elle, se retrouve coincée dans une relation qui n'avance pas. C'est alors qu'ils vont se rencontrer…», dit-elle.
Le court métrage a été sélectionné à l’Oasis Short film Screening Series en 2016, demi finaliste au Los Angeles Cinefest en 2018 et remporté l’Award of Exceptional Merit au Depth of Field International film Festival en 2016.
Après une lassitude sur les plateaux de tournage, Andréa s’envole en 2016 pour Vancouver. Comme elle le précise au micro de Radio Canada «Je suis venue en ne connaissant absolument personne, et je voulais avoir le défi de tout recommencer [...] Vancouver a été une très belle surprise » lance la Française d’origine, ajoutant qu’elle est tombée amoureuse de la ville.
L’écriture devient alors de plus en plus essentiel dans son parcours d’expatriée. Après avoir témoigné par écrit ses impressions, émotions, rencontres, aventures à Vancouver de façon hebdomadaire sur son blog, et au vu de l’engouement que cela a pu provoquer, elle travaille en 2020 sur son livre Le monde n’est pas fait à son image : Journal passionné d’une Française à Vancouver et l’auto publie sur amazon. Il a rapidement été classé dans le top 3 des meilleures ventes de livre sur amazon.com !
En 2019, passionnée par la métamorphose du corps maternel et du lien mère enfant, Andréa photographie plusieurs femmes dans leur intimité à la recherche du beau tout en documentant leur quotidien. Cette série photographique Le lien, projet de plus d’un an est exposé dans le cadre du Festival La Quinzaine de l’image et du Festival Photographie Mon amour en 2019.
Après un voyage en Inde, déterminant dans son parcours de photographe, Andréa expose pour la première fois à Vancouver en mai 2021Street of India un voyage sensoriel à travers les visages, la lumière et les couleurs de ce pays.
Elle quitte Vancouver en 2022 et aménage en 2023 à Melbourne en Australie où elle vit avec son compagnon et continue de travailler en tant que photographe.
En 2024, Les Éditions du Pacifique Nord Ouest publient une version plus aboutie de son histoire d’expatriée avec l’ajout de photos de l’autrice avec le livre Séduction à Vancouver. « Dans ce roman de plus de 300 pages parsemé de photos de l’autrice, Andréa Saunier raconte son histoire, soit celle d'une Française trentenaire célibataire et passionnée qui s'installe à Vancouver à la recherche d'inspiration et d’amour. Séduction à Vancouver, c'est la recherche de soi à travers l'expatriation, explique l’autrice. Comment survivre dans une nouvelle ville? Comment faire face à l'inconnu? Et comment la transformation se met en place en tant que femme? »
Il est présenté en 23 mai 2024 en avant première à la 6e édition du Salon du Livre de Vancouver.
En parallèle de la sortie de son livre, elle est également active sur la plateforme Substack à travers une newsletter Entre Nous comptant plusieurs centaines de milliers d'abonnés, où elle partage son quotidien utilisant un ton décalé au second degré et sans filtres qui reste sa signature.

## Sources
- Mireille Langlois, « Le Vancouver qui inspire l'auteure Andrea Saunier », Radio Canada,‎ 25 mai 2024 (lire en ligne)
- Lyne Barnabé « Andréa Saunier, le défi de tout recommencer à Vancouver », Radio Canada,‎ 10 septembre 2021 (lire en ligne)
- Marc Fournier, « Andréa Saunier ou le voyage pour se retrouver », Radio Canada,‎ 29 mai 2021 (lire en ligne)
- Lyne Barnabé, « Trois auteurs francophones à découvrir au Salon du livre de Vancouver », Radio Canada,‎ 23 mai 2024 (lire en ligne)
- Nathalie Astruc, « Andréa Saunier, l’émotion à fleur de peau », La Source,‎ 25 mai 2021 (lire en ligne)
- Annelise, « Andréa : un nouveau départ (très) réussi à Vancouver ! », PVTistes.net,‎ 17 novembre 2020 (lire en ligne)
- Marie meunier, « Après quatre ans passés à Vancouver, un court-métrage primé et un livre publié pour Andréa Saunier », Objectif Gard,‎ 23 septembre 2020 (lire en ligne)
- Lyne Barnabé, « L'Inde photographiée et racontée », Radio Canada,‎ 20 mai 2021 (lire en ligne)
- Constance Colle, « Avec son premier livre, un hymne à la liberté », Midi Libre,‎ 4 octobre 2020, p. 15
- Jennifer Blouquet, « Andréa Saunier signe un court-métrage », Midi Libre,‎ 1er juillet 2016, p. 2
- Hélène Amiraux, « Andréa Saunier, jeune apprentie « Lelouche » », Midi Libre,‎ 14 février 2010

## Publications
- Andréa Saunier, Séduction à Vancouver, mai 2024, Edition du Pacifique Nord Ouest  (ISBN 978-2-925064-31-2)

## Distinctions
- Award of Exceptionnel merit: Depht of field international film festival 2016 pour A notre liberté retrouvée.